# Aeropuerto Antonio Roldán Betancourt
El Aeropuerto Antonio Roldán Betancourt anteriormente: Aeropuerto Los Cedros (IATA: APO, OACI: SKLC) es un aeropuerto nacional ubicado en el municipio de Carepa en Colombia y sirve al municipio de Apartadó. En ocasiones de emergencia es el aeropuerto alterno de la ciudad de Montería. el aeropuerto fue nombrado en honor al exgobernador de Antioquia Antonio Roldán Betancourt.
El 31 de julio de 2008 asumió el concesionario Air Plan la administración del terminal, el cual tiene la misión de realizar los siguientes trabajos: remodelación y reacondicionamiento del terminal, pista y calles de rodaje, entre otras.
En 2016 Carepa recibió a 210,550 pasajeros, mientras que en 2017 recibió a 201,330 pasajeros según datos publicados por el Grupo Aeroportuario del Sureste.

## Aerolíneas y destinos

### Pasajeros
| Aerolíneas | Destinos                |
| ---------- | ----------------------- |
| Clic Air   | Medellín-EOH, Quibdó    |
| Satena     | Bogotá-T2, Medellín-EOH |

### Destinos nacionales
Se brinda servicio a 4 ciudades, dentro del país a cargo de 2 aerolíneas.
| Departamento/Ciudades                                            | Nombre del aeropuerto    | Aerolíneas        | Aeronaves                 | Frecuencias |
| ---------------------------------------------------------------- | ------------------------ | ----------------- | ------------------------- | ----------- |
| Antioquia (2 destinos, 2 aerolíneas)                             |                          |                   |                           |             |
| Medellín                                                         | Aeropuerto Olaya Herrera | Clic Air / Satena | AT76, AT45 / E145LR, AT42 | 68          |
| Chocó (1 destino, 1 aerolínea)                                   |                          |                   |                           |             |
| Quibdó                                                           | Aeropuerto El Caraño     | Clic Air          | AT76, AT45                | 7           |
| Cundinamarca (1 destino, 1 aerolínea)                            |                          |                   |                           |             |
| Bogotá                                                           | Terminal Puente Aéreo    | Satena            | E145LR, AT42              | 5           |
| Total: 5 destinos, 3 departamentos, 2 aerolíneas, 83 frecuencias |                          |                   |                           |             |

## Estadísticas
| Destino | Aeropuerto | Aerolínea | Fecha de inicio | Frecuencia semanal | Ref |
| ------- | ---------- | --------- | --------------- | ------------------ | --- |

| Posición | Ciudad               | Pasajeros | Aerolíneas       |
| -------- | -------------------- | --------- | ---------------- |
| 1        | Medellín,Antioquia   | 198,523   | Clic Air, Satena |
| 2        | Bogotá, Cundinamarca | 16,459    | Satena           |
| 3        | Rionegro, Antioquia  | 6,273     | Clic Air         |
| 4        | Quibdó, Chocó        | 1,326     | Clic Air         |

| Posición | Ciudad               | Pasajeros | Aerolíneas       |
| -------- | -------------------- | --------- | ---------------- |
| 1        | Medellín,Antioquia   | 111.163   | Clic Air, Satena |
| 2        | Bogotá, Cundinamarca | 9.918     | Satena           |
| 3        | Rionegro, Antioquia  | 6.070     | Clic Air         |
| 4        | Quibdó, Chocó        | 2067      | Clic Air         |

## Aerolíneas que cesaron operación

### Aerolíneas extintas
- Aerolínea de Antioquia
  - Medellín - Aeropuerto Olaya Herrera

- Viva Air Colombia
  - Medellín - Aeropuerto Internacional José María Córdova

### Aerolíneas operativas
- Clic Air
  - Cali - Aeropuerto Internacional Alfonso Bonilla Aragón (Suspendido)
  - Medellín - Aeropuerto Internacional José María Córdova (Suspendido)

- LATAM Colombia
  - Medellín - Aeropuerto Olaya Herrera

## Aeropuertos cercanos
Ordenados por cercanía a 200 km.
- Acandí: Aeropuerto Alcides Fernández (97Km)
- Montería: Aeropuerto Internacional Los Garzones (126km)
- Quibdó: Aeropuerto El Caraño (162km)
- Medellín: Aeropuerto Olaya Herrera (199km)